# راي إنغرام
راي إنغرام (بالإنجليزية: Rae Ingram)‏ هو لاعب كرة قدم بريطاني، ولد في 6 ديسمبر 1974 في مانشستر في المملكة المتحدة. لعب مع بورت فايل وماكليسفيلد تاون ومانشستر سيتي ونادي بانغور سيتي.

## وصلات خارجية
- راي إنغرام على موقع قاعدة بيانات كرة القدم.إي يو (الإنجليزية)
- راي إنغرام على موقع Soccerbase.com (لاعب) (الإنجليزية)
- راي إنغرام على موقع عالم كرة القدم.نت (الإنجليزية)